# Faiz Mattoir
Faiz Mattoir (ur. 12 lipca 2000 w Mamoudzou) – komoryjski piłkarz francuskiego pochodzenia grający na pozycji środkowego napastnika. W sezonie 2021/2022 występuje w klubie SO Cholet.

## Kariera juniorska
Mattoir grał jako junior dla ES Trinité (do 2014) oraz dla Olympique Lyon (2014–2017).

## Kariera seniorska

### Troyes AC II
Mattoir był zawodnikiem drugiej drużyny Troyes AC w latach 2017–2018. Nie rozegrał w jej barwach żadnego spotkania.

### AC Ajaccio II
Mattoir trafił do drugiej drużyny AC Ajaccio 1 października 2018 roku. Zadebiutował on dla tego klubu 15 grudnia 2018 roku w meczu z FC Bastelicaccia (przeg. 1:0). Pierwszą bramkę zawodnik ten zdobył 24 sierpnia 2019 roku w zremisowanym 2:2 spotkaniu przeciwko FC Côte Bleue. Ostatecznie dla drugiej drużyny AC Ajaccio Komoryjczyk rozegrał 16 meczów, strzelając jednego gola.

### AC Ajaccio
Mattoira przeniesiono do pierwszej drużyny AC Ajaccio 1 lipca 2020 roku. Debiut dla tego zespołu zaliczył on 16 listopada 2019 roku w przegranym 3:1 starciu przeciwko US Sanfloraine. Łącznie w barwach AC Ajaccio Komoryjczyk wystąpił w 23 spotkaniach, nie zdobywając żadnej bramki.

### SO Cholet
Mattoir został wypożyczony do SO Cholet 1 lipca 2021 roku. Do 23 lipca 2021 roku dla tego klubu Komoryjczyk nie rozegrał żadnego meczu.

## Kariera reprezentacyjna
| Mecze i gole w reprezentacji | Mecze i gole w reprezentacji | Mecze i gole w reprezentacji | Mecze i gole w reprezentacji | Mecze i gole w reprezentacji | Mecze i gole w reprezentacji | Mecze i gole w reprezentacji | Mecze i gole w reprezentacji              |
| Komory                       | Komory                       | Komory                       | Komory                       | Komory                       | Komory                       | Komory                       | Komory                                    |
| Lp.                          | Data                         | Miejsce                      | Gospodarz                    | Gość                         | Wynik                        | Gol                          | Rozgrywki                                 |
| ---------------------------- | ---------------------------- | ---------------------------- | ---------------------------- | ---------------------------- | ---------------------------- | ---------------------------- | ----------------------------------------- |
| 1.                           | 11.10.2020                   | Trypolis                     | Libia                        | Komory                       | 1:2                          |                              | Mecz towarzyski                           |
| 2.                           | 11.11.2020                   | Kasarani                     | Kenia                        | Komory                       | 1:1                          |                              | Puchar Narodów Afryki 2021 – kwalifikacje |
| 3.                           | 15.11.2020                   | Moroni                       | Komory                       | Kenia                        | 2:1                          | Gol                          | Puchar Narodów Afryki 2021 – kwalifikacje |
| 4.                           | 25.03.2021                   | Moroni                       | Komory                       | Togo                         | 0:0                          |                              | Puchar Narodów Afryki 2021 – kwalifikacje |
| 5.                           | 29.03.2021                   | Kair                         | Egipt                        | Komory                       | 4:0                          |                              | Puchar Narodów Afryki 2021 – kwalifikacje |